# 美孚新邨
美孚新邨，位於香港九龍荔枝角，自1982年起為地鐵（今港鐵）美孚站上蓋物業，由王董建築師事務所設計，並由富城集團旗下的滙秀企業有限公司負責物業管理。美孚新邨於1968年至1978年間落成及入伙，邨內共建有99幢住宅樓宇，為全港樓宇座數最多的住宅屋苑，一般均為一幢兩座式設計（除第1期的百老滙街23號、第5期的蘭秀道15號及第6期的蘭秀道46號外），其餘各座皆以剪刀樓梯及電梯間分割兩座大廈的設計，一般每層1至4伙不等，提供13,149個住宅單位。

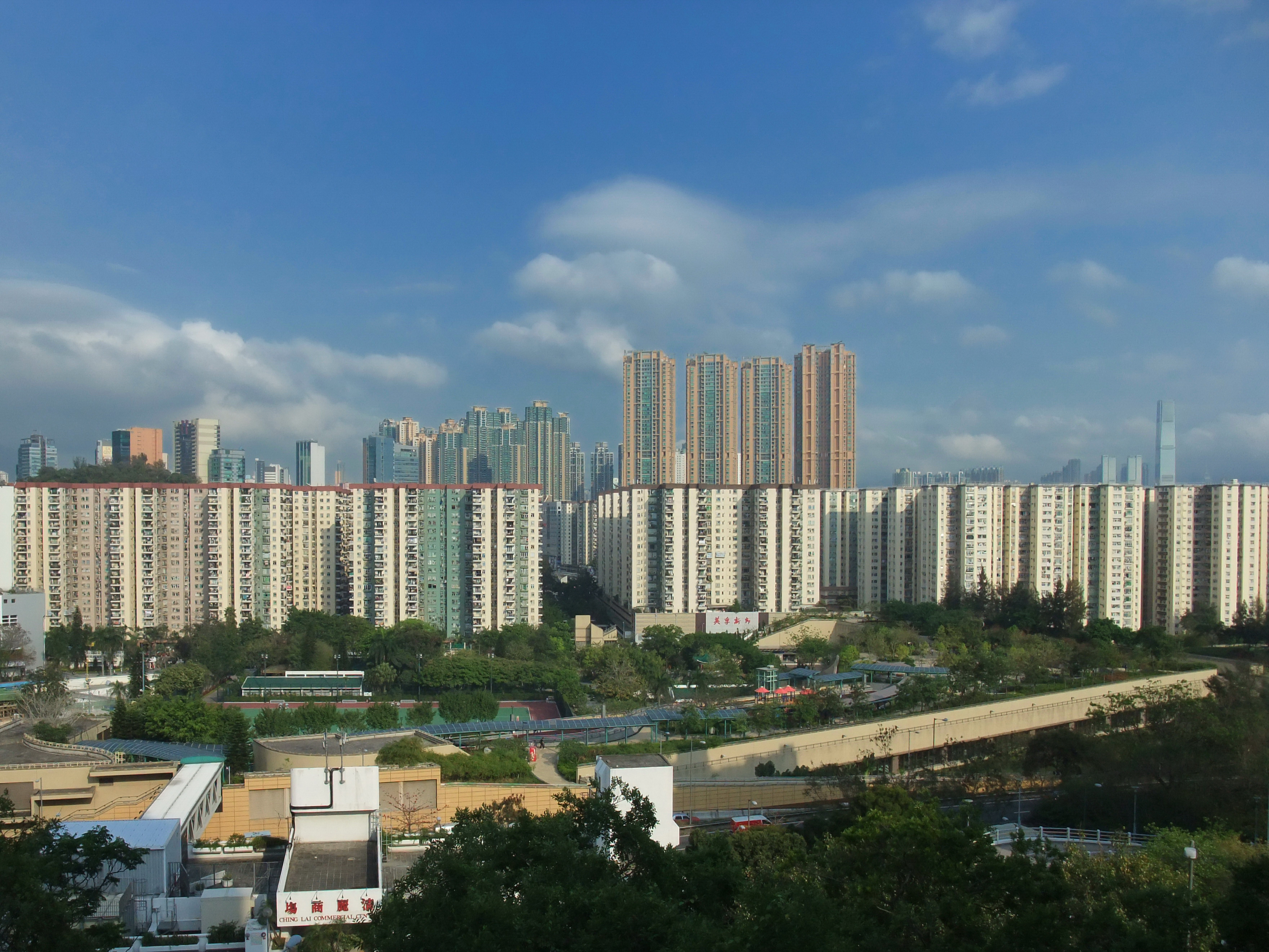
美孚新邨第5、第7及第1期；前方為荔枝角公園，後方較高的建築物為曼克頓山

美孚新邨各座分佈平面圖

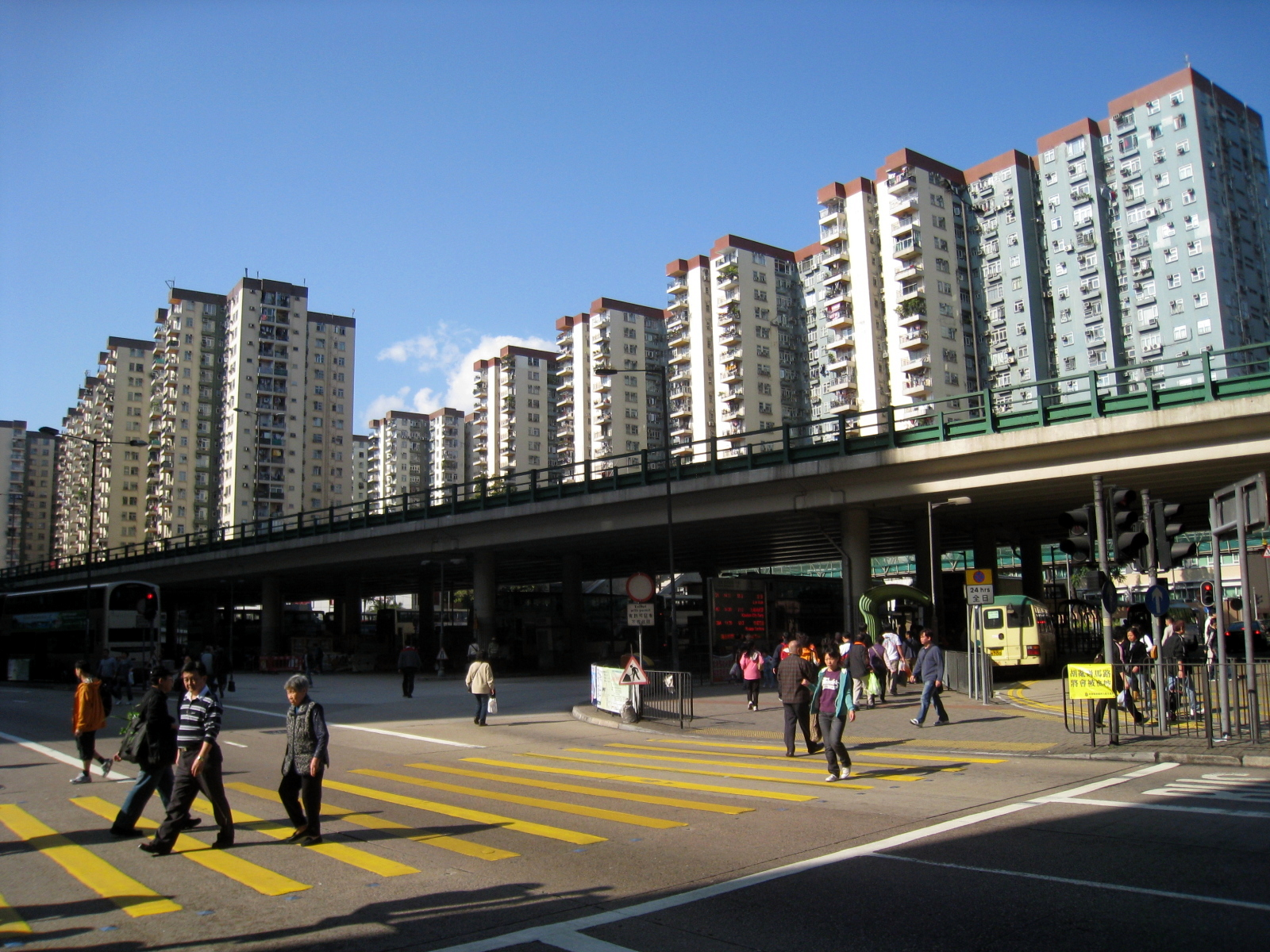
美孚新邨（前方為美孚巴士總站）

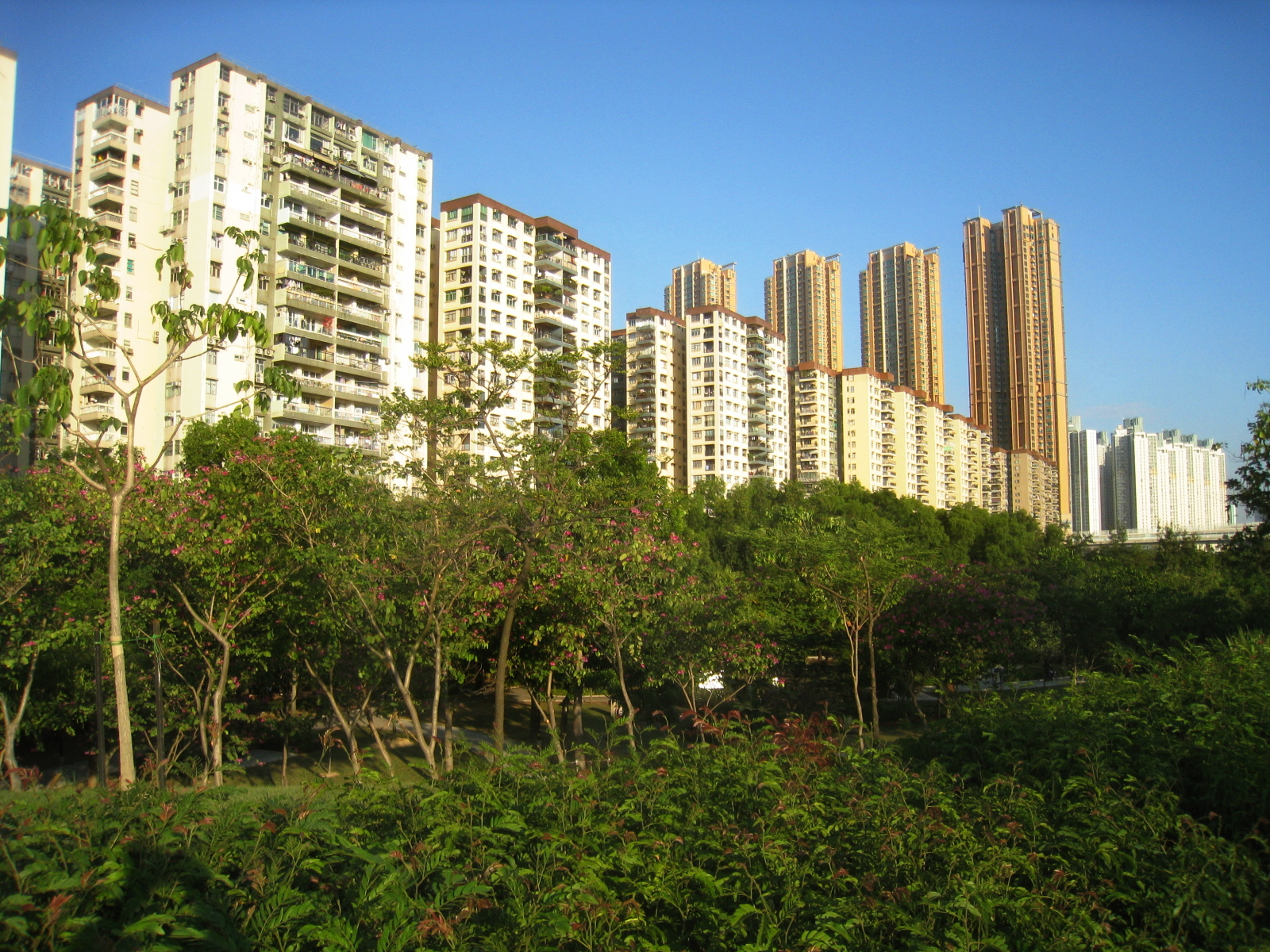
美孚新邨第2期及第3期

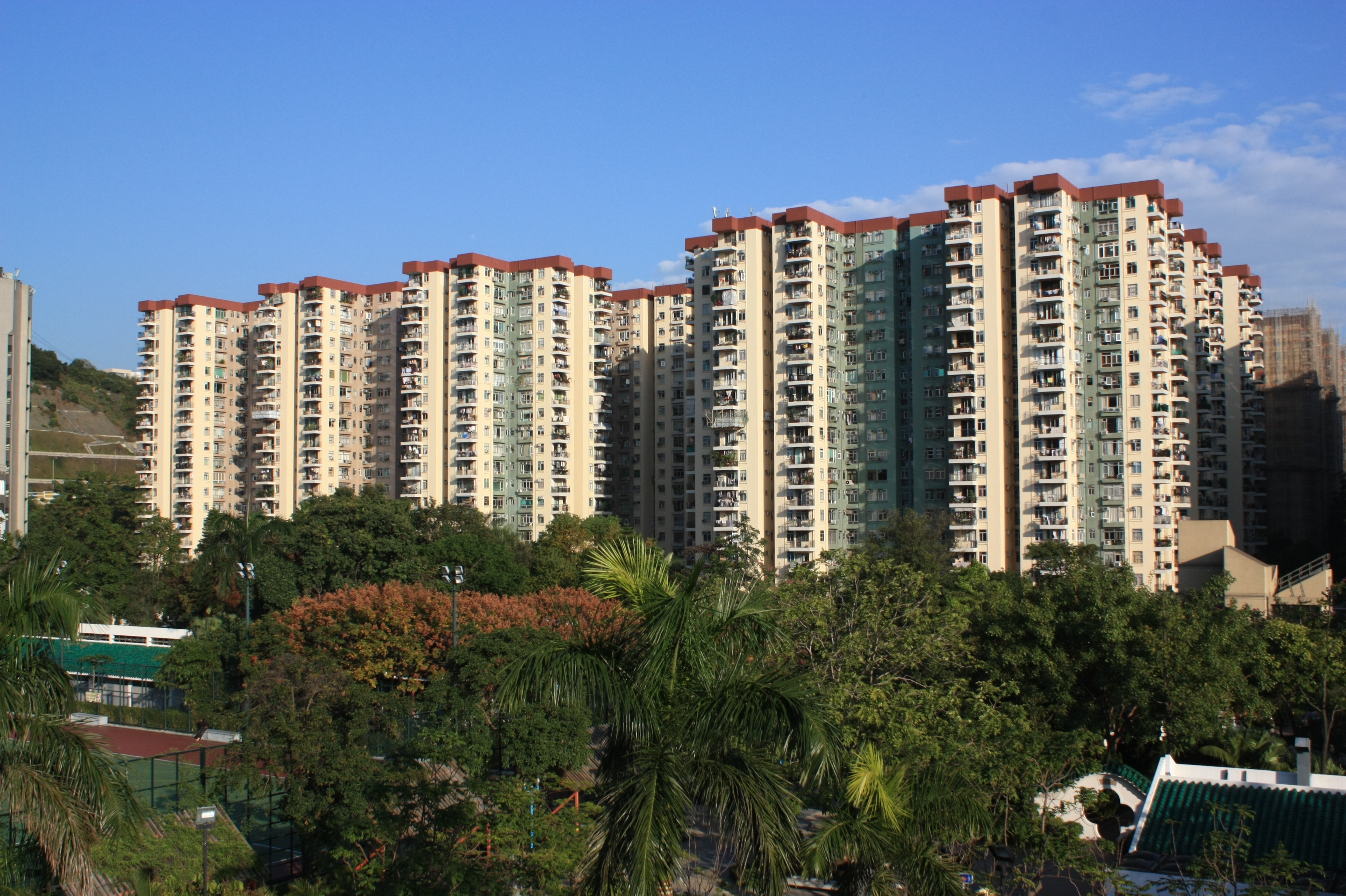
美孚新邨第5期

美孚新邨是繼文華新村後第二個在九龍西岸落成的大型臨海屋苑，當年單位售價為3萬至12萬港元不等，相對其他位處較內陸的屋苑高，但同樣因為在1990年代開始的香港機場核心工程而使之遠離九龍西的海岸線。
美孚新邨標榜多種先進社區概念和設備，包括入牆電線、中央式石油氣系統及熱水掣等。

## 屋苑資料
- 住宅座數：99座
- 入伙年份：
  - 第1期：1968年
  - 第2期：1972年
  - 第3期：1973年
  - 第4期：1974年
  - 第5期：1975年
  - 第6期：1976年
  - 第7期：1977年
  - 第8期：1978年
- 單位總數：13,149個

### 大廈資料
| 期數 | 大廈名稱 （門牌號碼） | 樓層數目 | 入伙年份  |
| ---- | --------------------- | -------- | --------- |
| 1    | 百老匯街1-3號         | 19       | 1968年7月 |
| 1    | 百老匯街5-7號         | 19       | 1968年7月 |
| 1    | 百老匯街9-11號        | 19       | 1968年7月 |
| 1    | 百老匯街15-17號       | 18       | 1968年7月 |
| 1    | 百老匯街19-21號       | 18       | 1968年7月 |
| 1    | 百老匯街23號          | 15       | 1968年7月 |
| 1    | 百老匯街25-27號       | 18       | 1968年7月 |
| 1    | 百老匯街29-31號       | 18       | 1968年7月 |
| 1    | 百老匯街2-4號         | 20       | 1968年7月 |
| 1    | 百老匯街6-8號         | 20       | 1968年7月 |
| 1    | 百老匯街10-12號       | 20       | 1968年7月 |
| 1    | 百老匯街14-16號       | 20       | 1968年7月 |
| 1    | 百老匯街18-20號       | 20       | 1968年7月 |
| 1    | 百老匯街22-24號       | 20       | 1968年7月 |

| 期數 | 大廈名稱 （門牌號碼） | 樓層數目 | 入伙年份  |
| ---- | --------------------- | -------- | --------- |
| 2    | 吉利徑1-3號           | 15       | 1972年5月 |
| 2    | 吉利徑5-7號           | 18       | 1972年5月 |
| 2    | 吉利徑9-11號          | 18       | 1972年5月 |
| 2    | 吉利徑15-17號         | 18       | 1972年5月 |
| 2    | 吉利徑19-21號         | 18       | 1972年5月 |
| 2    | 吉利徑2-4號           | 18       | 1972年5月 |
| 2    | 百老匯街26-28號       | 20       | 1972年5月 |
| 2    | 百老匯街30-32號       | 20       | 1972年5月 |
| 2    | 百老匯街34-36號       | 20       | 1972年5月 |
| 2    | 百老匯街40-42號       | 20       | 1972年5月 |
| 2    | 百老匯街44-46號       | 20       | 1972年5月 |
| 2    | 百老匯街48-50號       | 20       | 1972年5月 |
| 2    | 百老匯街33-35號       | 18       | 1972年5月 |
| 2    | 百老匯街37-39號       | 18       | 1972年5月 |

| 期數 | 大廈名稱 （門牌號碼） | 樓層數目 | 入伙年份  |
| ---- | --------------------- | -------- | --------- |
| 3    | 吉利徑6-8號           | 15       | 1973年2月 |
| 3    | 百老匯街41-43號       | 15       | 1973年2月 |
| 3    | 百老匯街45-47號       | 15       | 1973年2月 |
| 3    | 百老匯街49-51號       | 15       | 1973年2月 |
| 3    | 百老匯街53-55號       | 15       | 1973年2月 |
| 3    | 百老匯街57-59號       | 15       | 1973年2月 |
| 3    | 百老匯街61-63號       | 15       | 1973年2月 |
| 3    | 百老匯街65-67號       | 15       | 1973年2月 |
| 3    | 百老匯街52-54號       | 20       | 1973年2月 |
| 3    | 百老匯街56-58號       | 20       | 1973年2月 |
| 3    | 百老匯街60-62號       | 20       | 1973年2月 |
| 3    | 百老匯街64-66號       | 20       | 1973年2月 |
| 3    | 百老匯街68-70號       | 18       | 1973年2月 |
| 3    | 百老匯街72-74號       | 18       | 1973年2月 |
| 3    | 百老匯街76-78號       | 20       | 1973年2月 |
| 3    | 百老匯街80-82號       | 15       | 1973年2月 |
| 3    | 百老匯街84-86號       | 15       | 1973年2月 |
| 3    | 百老匯街88-90號       | 21       | 1973年2月 |

| 期數 | 大廈名稱 （門牌號碼） | 樓層數目 | 入伙年份   |
| ---- | --------------------- | -------- | ---------- |
| 4    | 百老匯街69-71號       | 17       | 1974年10月 |
| 4    | 百老匯街75-77號       | 17       | 1974年10月 |
| 4    | 百老匯街81-83號       | 17       | 1974年10月 |
| 4    | 百老匯街85-87號       | 17       | 1974年10月 |
| 4    | 百老匯街89-91號       | 17       | 1974年10月 |
| 4    | 百老匯街93-95號       | 17       | 1974年10月 |
| 4    | 百老匯街97-99號       | 16       | 1974年10月 |
| 4    | 百老匯街101-103號     | 17       | 1974年10月 |
| 4    | 百老匯街105-107號     | 17       | 1974年10月 |
| 4    | 百老匯街109-111號     | 17       | 1974年10月 |
| 4    | 百老匯街113-115號     | 17       | 1974年10月 |
| 4    | 百老匯街117-119號     | 17       | 1974年10月 |

| 期數 | 大廈名稱 （門牌號碼） | 樓層數目 | 入伙年份  |
| ---- | --------------------- | -------- | --------- |
| 5    | 恆柏道1-3號           | 21       | 1975年7月 |
| 5    | 恆柏道5-7號           | 21       | 1975年7月 |
| 5    | 蘭秀道1-3號           | 19       | 1975年7月 |
| 5    | 蘭秀道5-7號           | 19       | 1975年7月 |
| 5    | 蘭秀道9-11號          | 20       | 1975年7月 |
| 5    | 蘭秀道15號            | 18       | 1975年7月 |
| 5    | 蘭秀道2-4號           | 20       | 1975年7月 |
| 5    | 蘭秀道6-8號           | 20       | 1975年7月 |
| 5    | 蘭秀道10-12號         | 20       | 1975年7月 |
| 5    | 蘭秀道14-16號         | 20       | 1975年7月 |
| 5    | 蘭秀道18-20號         | 20       | 1975年7月 |
| 5    | 蘭秀道22-24號         | 20       | 1975年7月 |

| 期數 | 大廈名稱 （門牌號碼） | 樓層數目 | 入伙年份   |
| ---- | --------------------- | -------- | ---------- |
| 6    | 恆柏道2-4號           | 18       | 1976年11月 |
| 6    | 恆柏道6-8號           | 18       | 1976年11月 |
| 6    | 恆柏道9-11號          | 20       | 1976年11月 |
| 6    | 恆柏道15-17號         | 20       | 1976年11月 |
| 6    | 蘭秀道17-19號         | 20       | 1976年11月 |
| 6    | 蘭秀道21-23號         | 20       | 1976年11月 |
| 6    | 蘭秀道25-27號         | 20       | 1976年11月 |
| 6    | 蘭秀道26-28號         | 20       | 1976年11月 |
| 6    | 蘭秀道30-32號         | 20       | 1976年11月 |
| 6    | 蘭秀道34-36號         | 20       | 1976年11月 |
| 6    | 蘭秀道38-40號         | 20       | 1976年11月 |
| 6    | 蘭秀道42-44號         | 20       | 1976年11月 |
| 6    | 蘭秀道46號            | 16       | 1976年11月 |

| 期數 | 大廈名稱 （門牌號碼） | 樓層數目 | 入伙年份  |
| ---- | --------------------- | -------- | --------- |
| 7    | 萬事達廣場1-3號       | 17       | 1977年3月 |
| 7    | 萬事達廣場5-7號       | 17       | 1977年3月 |
| 7    | 萬事達廣場9-11號      | 17       | 1977年3月 |
| 7    | 萬事達廣場15-17號     | 16       | 1977年3月 |
| 7    | 荔灣道10-12號         | 16       | 1977年3月 |
| 7    | 荔灣道14-16號         | 16       | 1977年3月 |

| 期數 | 大廈名稱 （門牌號碼） | 樓層數目 | 入伙年份  |
| ---- | --------------------- | -------- | --------- |
| 8    | 百老匯街94-96號       | 20       | 1978年5月 |
| 8    | 百老匯街98-100號      | 20       | 1978年5月 |
| 8    | 百老匯街102-104號     | 20       | 1978年5月 |
| 8    | 百老匯街106-108號     | 20       | 1978年5月 |
| 8    | 百老匯街110-112號     | 21       | 1978年5月 |
| 8    | 百老匯街114-116號     | 16       | 1978年5月 |
| 8    | 百老匯街118-120號     | 16       | 1978年5月 |
| 8    | 百老匯街122-124號     | 16       | 1978年5月 |
| 8    | 百老匯街126-128號     | 16       | 1978年5月 |
| 8    | 百老匯街130-132號     | 16       | 1978年5月 |

除第一期部分，以及第二期全部樓宇由公和建築承建，其他樓宇分別由新昌營造及新福港承建。

## 歷史
1920年代，美孚石油公司在荔枝角灣填海興建油庫。在第二次世界大戰爆發期間，該油庫曾遭日軍破壞。戰後該油庫仍然繼續運作，在1959年至1969年期間，香港商業電台的總部曾設該處。

1970年代的美孚新邨，前方為荔枝角灣

1968年，美孚油庫遷往牙鷹洲，原址改建為美孚新邨，原本的發展商為美孚石油所創立的美孚企業有限公司。1991年，新世界發展收購美孚企業，繼承了美孚新邨幾乎所有道路的擁有權及未用盡的可建樓面。1997年因第七期（萬事達廣場）成立業主立案法團，便易名為滙秀企業有限公司；現為豐盛生活服務旗下的富城集團所有。最後一期在1978年落成入伙。在1970年代該屋苑是中產人士的聚居地，亦是香港進入小康社會的一個標誌。
1977年，政府決定興建地鐵（現稱港鐵）荃灣綫，1982年5月17日，荃灣綫通車，美孚新邨內唯一的地鐵站——荔灣站亦在當日啟用。
1983年9月9日，颱風愛倫正面襲港，香港天文台懸掛十號颶風信號，美孚新邨被巨浪侵襲，石躉被沖毀，邨內一片汪洋，水深最高達2米。
1985年5月31日，荔灣站改名為美孚站。
1998年，位於美孚新邨第8期，供應石油氣予屋苑南翼的石油氣站，因應政府種種安全理由而遷至遠離屋邨的達洋路。原址地段則一直空置多年，及至近年因地段屬於「剩餘地積比率」中的土地，而土地業權則為大業主新世界發展，新世界將土地售予其他發展商重新發展成豪宅，令附近居民不滿，因而引發風波。除第8期旁的舊石油氣站土地外，邨內還有兩幅由大業主擁有的油站用地可供發展住宅。
2003年12月20日，連接屯門站至南昌站的九廣西鐵（現併入屯馬綫）通車。九廣西鐵於美孚設站，並與地鐵（現稱港鐵）荃灣綫交匯。
2009年，8號幹線全線通車，當中的青沙公路在美孚附近設有出入口，美孚至新界東的行車時間大大縮短。

## 設施
邨內設有非屋苑管理的消閒設施如健身中心、保齡球場及戲院（已相繼結業）等，鄰近有公共圖書館、街市、室內運動場及荔枝角公園，使居民可享受各種活動。

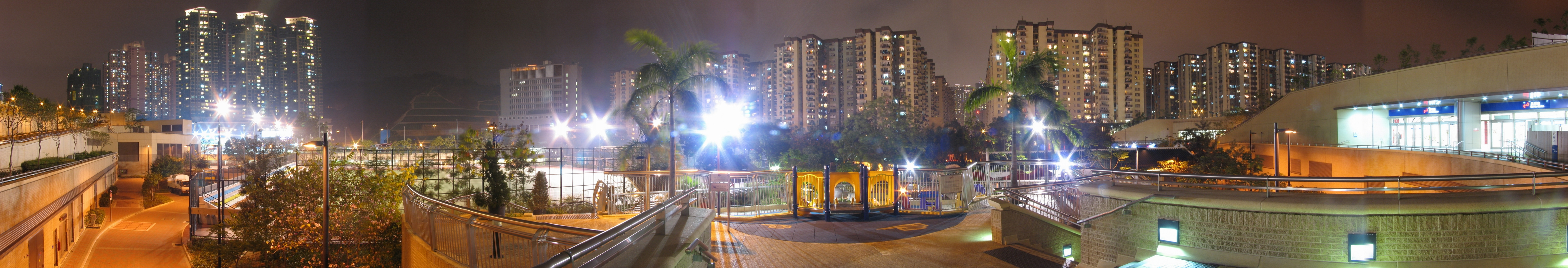
美孚新邨全景圖

## 商場
- 萬事達廣場（Mount Sterling Mall）（美孚新邨第七期）
- 美孚廣場（美孚新邨第四期，為永安百貨美孚分店舊址）
- 美孚新邨四期商場 (美孚廣場旁邊)

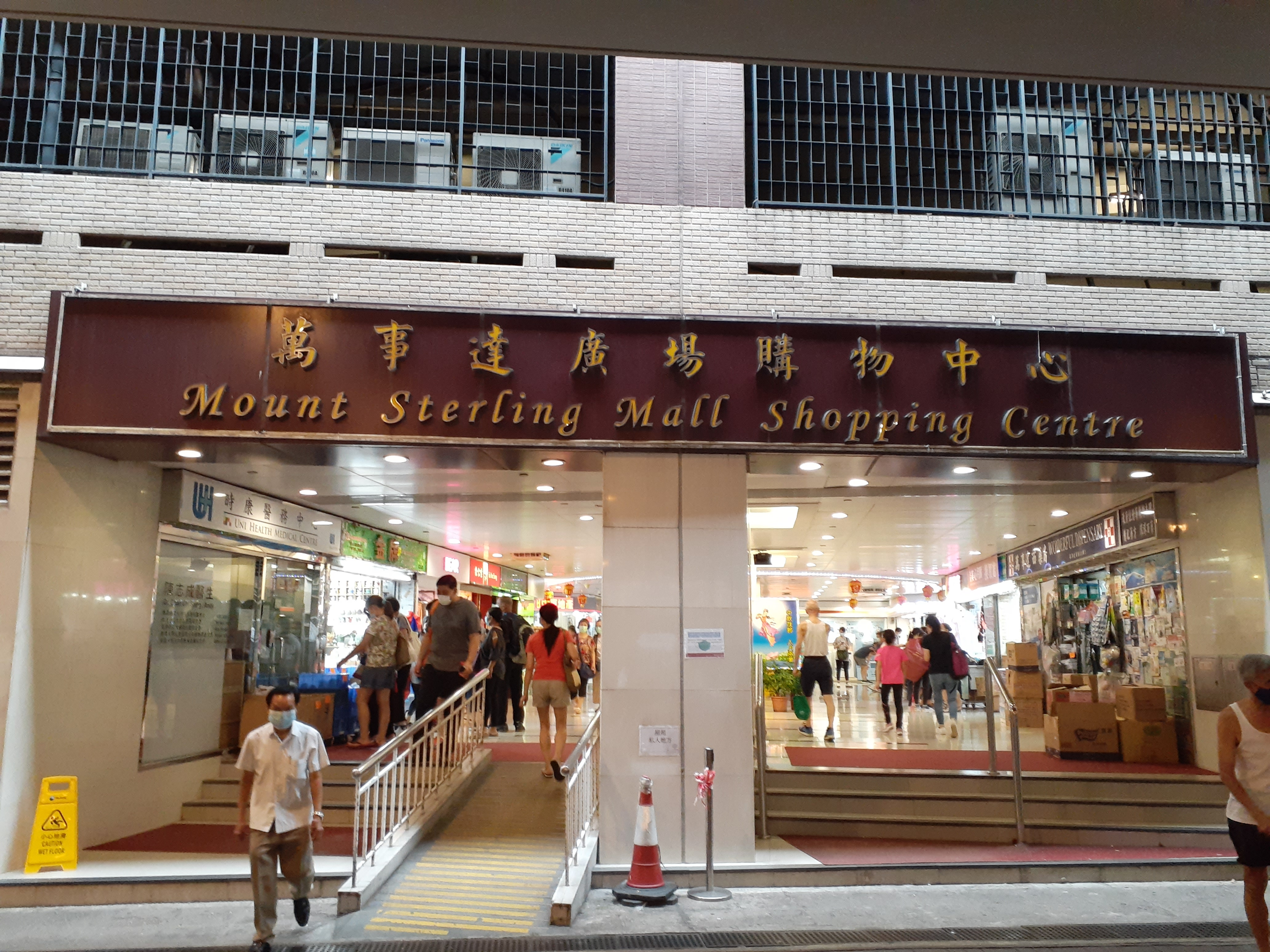
萬事達廣場（2020年）
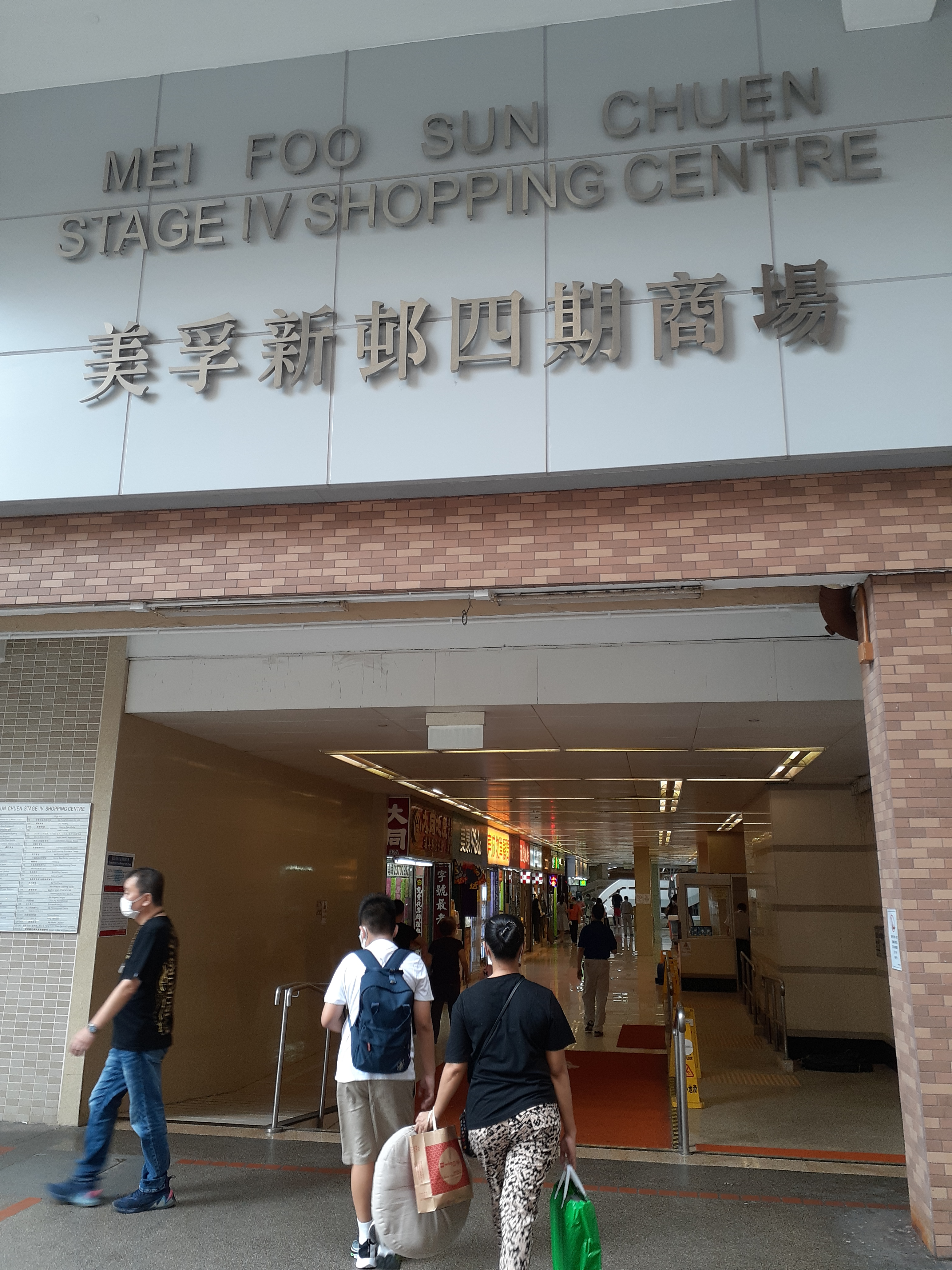
美孚新邨四期商場（2020年）
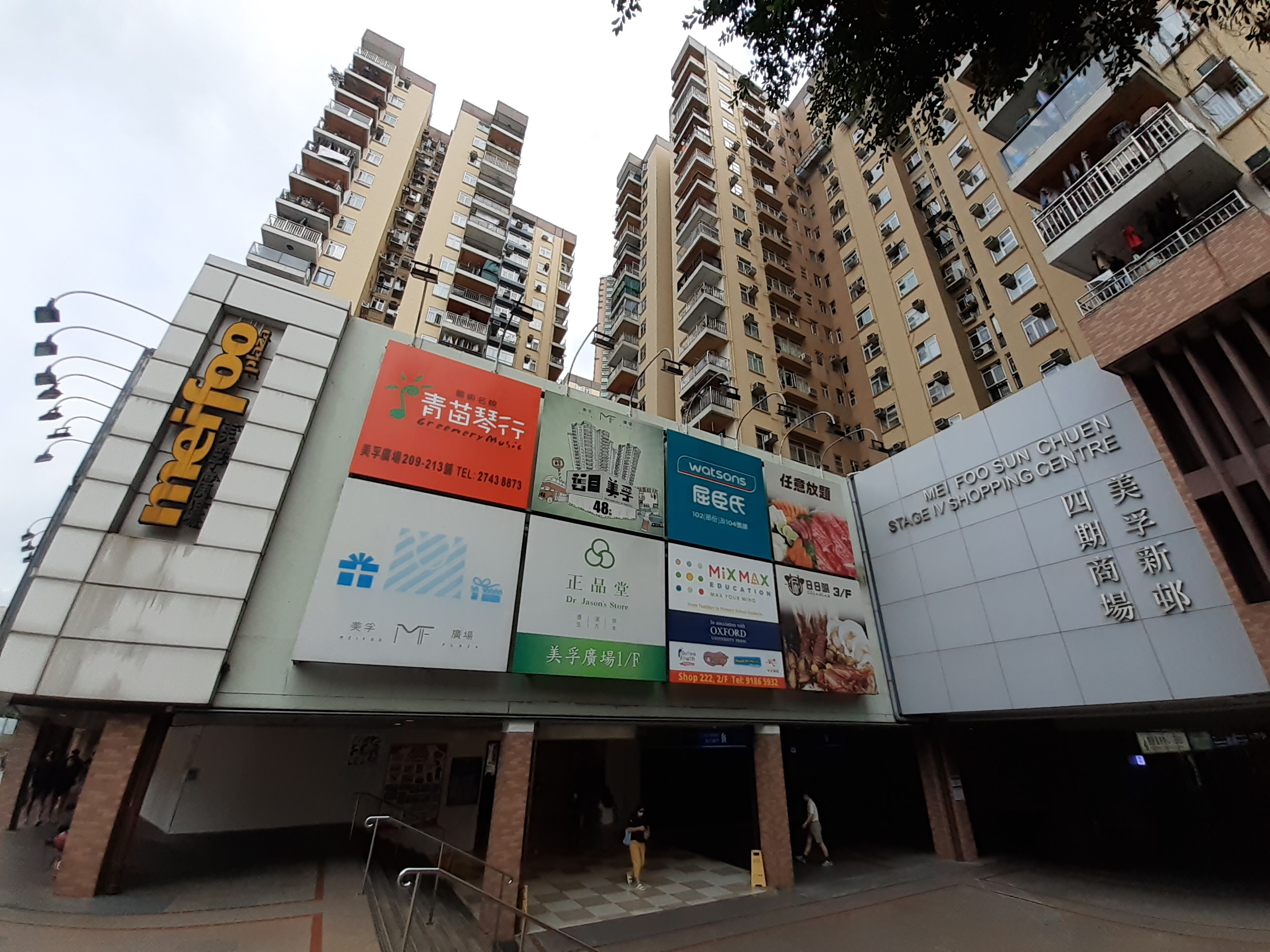
美孚新邨四期商場（2020年）

## 剩餘地積比率問題

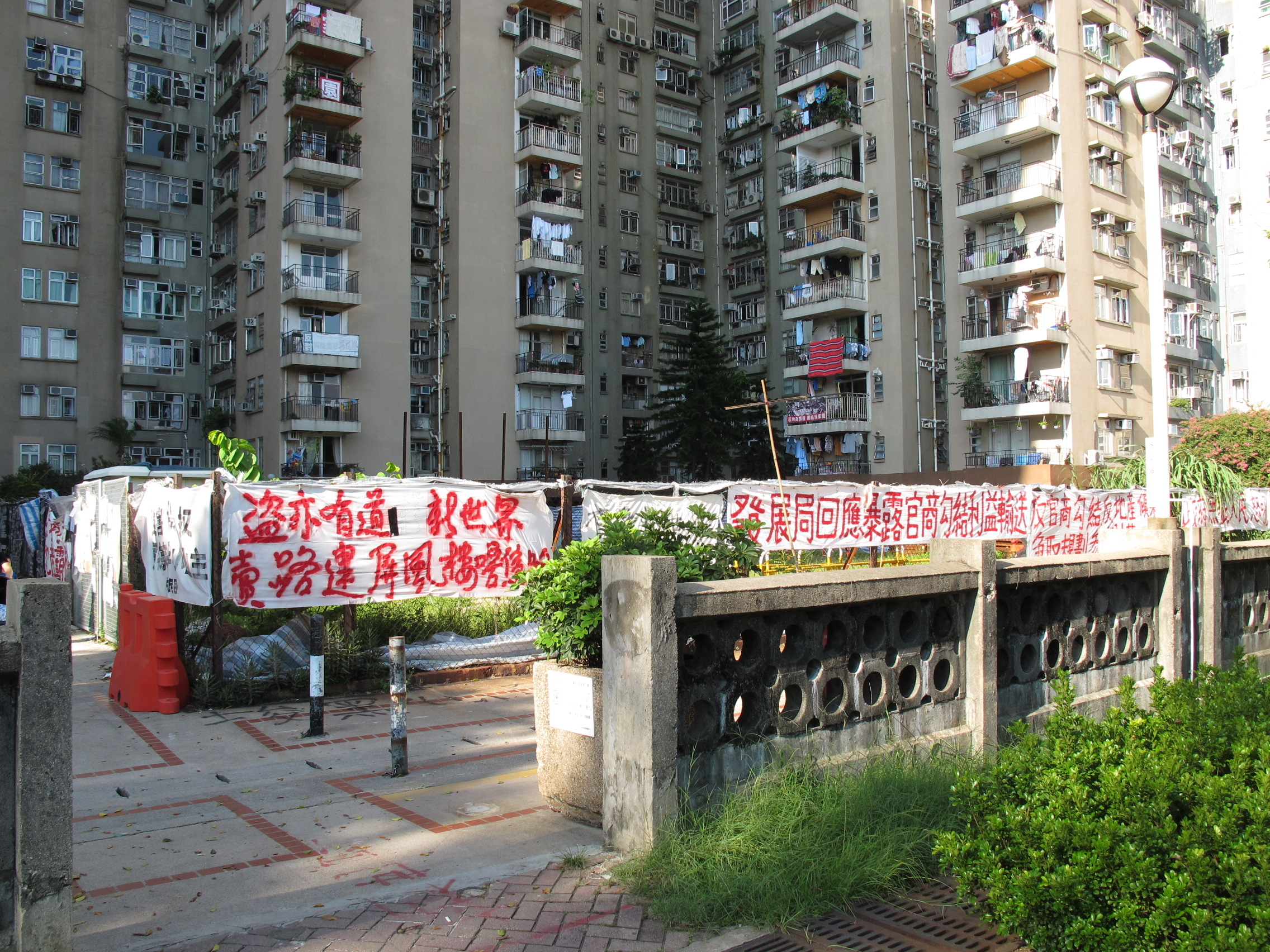
美孚新邨第8期旁邊的建築地盤正在動工中（2011年7月）

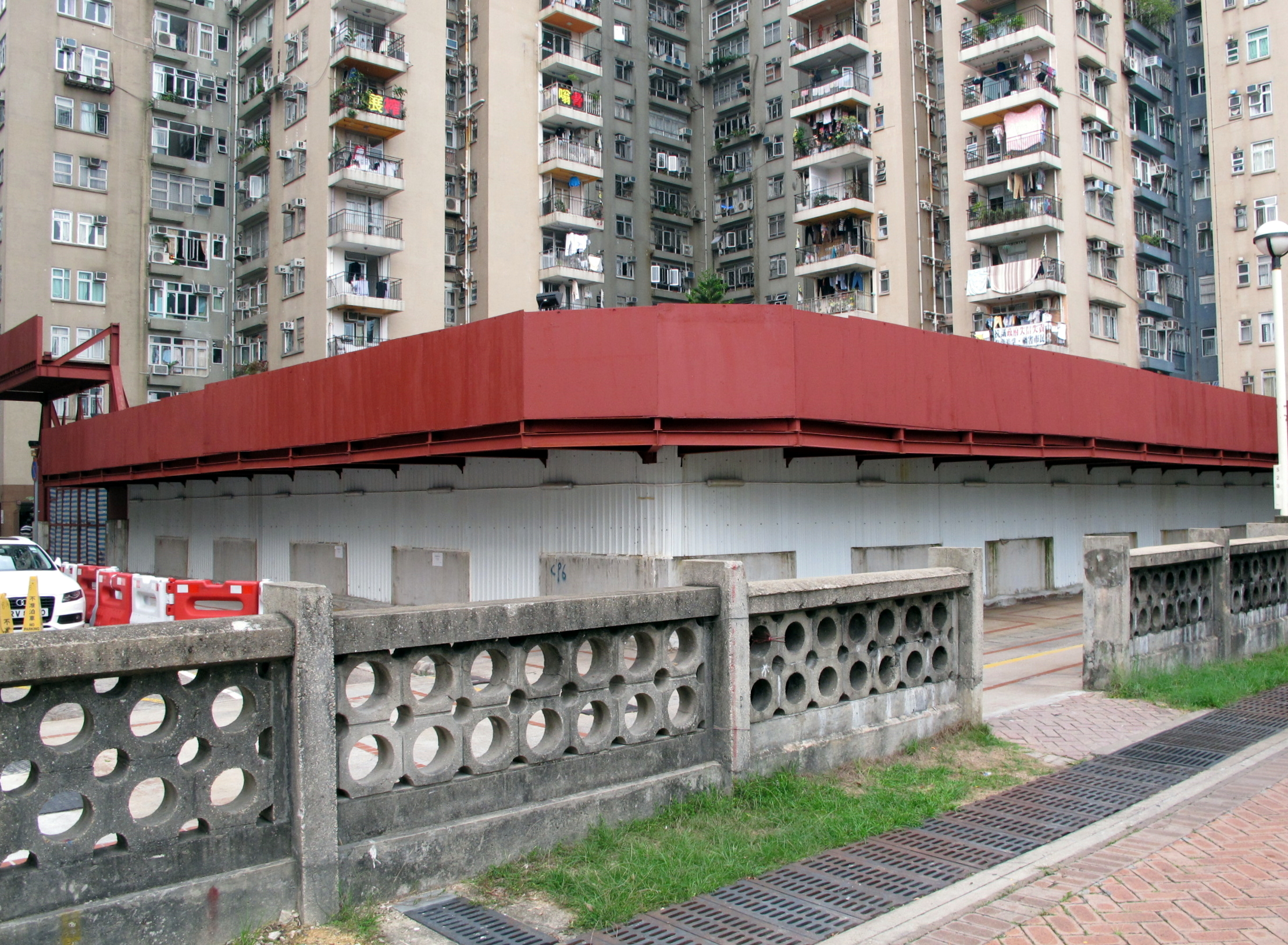
美孚新邨第8期旁邊的建築地盤正在動工中（2013年4月）

根據2010年9月12日《鏗鏘集》內容，美孚新邨於建成後仍有剩餘地積比率（Remaining plot ratio）未用盡，該剩餘地積比率土地為美孚新邨第八期的石油氣站舊址，地段現已落入發展商「祥達發展」手中，該發展商有意在原址加建一座樓高約20層的住宅，圖則亦已獲屋宇署批准，意味著旁邊的幾座樓宇景觀將會受阻。此一舉動令居住於地段旁邊大廈的居民甚為不滿，並群起抗議，事件亦令私人物業中剩餘地積比率的問題漸漸受到社會關注。
2011年3月14日，發展商準備開工，住客以躺街擋車的方法阻止工程車入内。之後居民自發輪更通宵看守，並以集體躺街、到新世界旗下周大福金行中環總店示威等方法抗爭。不過發展商要求法庭向6名美孚居民、被指擅闖地盤及干擾發展商使用路權進出地盤的「第7被告」，以及請纓加入被告行列的曾健成、梁國雄及毛孟靜頒令禁制令。
到了2012年2月10日，高院裁定發展商勝訴。法官指出，發展商擁有地盤業權，倘不能使用直達地盤的道路便難享用業權，居民使用該路時，絕不能損害原告的業權利益，如不頒禁制令，阻止地盤施工的行動將可能持續。法官指出2011年4月至本案開審期間，大批人士為免被認出，多次戴面罩阻礙原告施工，向無名無姓的被告頒禁制令是有案例可循，法庭是不在乎其名字，只在乎其行為應否列入禁制令之內。
法官認為「第7被告」的侵權行為應落令禁止，「第7被告」的定義亦不過寬，另相信「第7被告」會轉移阻礙其他路，故將命令擴展至美孚其他私家路。法官亦強調，地盤因受阻而延誤施工的損失會很龐大，原告是有權向侵權的行為索償，但相信原告難以向這些不被認出的侵權者索償，故行駛酌情權向「第7被告」頒禁制令。
立法會議員梁國雄質疑，示威前獲警方發出不反對通知書，大批警員在場維持秩序。他認為若有人打架，警方可以刑事檢控，現時卻被有錢人循民事追討，打壓集會權，他表示與資深大律師李柱銘商討後，才決定會否14天內申請上訴。

## 事件
- 1975年9月2日，美孚新邨發生日婦虐殺案，27歲日籍少婦稻留桂子被下班回家的日本籍丈夫發現倒斃在第2期34座B5樓家中的床上，頸部被絲巾縛住，口部被塞住，而少婦胸部、下體有數十個被尖銳物體所刺的傷口，少婦只有十個月大的女兒目擊案件，但太年幼才免遭毒手，有一名日本男子曾被警方視作疑犯，案件至今懸而未破。[8]
- 1981年4月21日， 老婦陸秀英（90歲）頭有傷痕伏屍百老匯街67號12樓A座單位睡房。[9]
- 1981年11月30日，美孚新邨女童命案一名10岁女童黄婉芬被杀，弃尸九华径钟山台山腰。6个月后一个傍晚，铜锣湾高士威道发生一宗双重自杀案，34岁菲籍女凶手茱丽达（Juanita Bernado）带同儿子在铜锣湾高士威道湾景楼天台跳楼自杀死。原来，女童与茱丽达一家熟络，茱丽达经常请她吃糖。直至一次，茱丽达发现黄婉芬手中抱有一只玩具狗，又知道她会吃肉，认定黄婉芬是魔鬼，决定要作法“驱魔”。
- 1984年3月26日，美孚新邨第5期蘭秀道9號15樓C座發生命案，老婦甄亞英（83歲）被遠房親戚何雅芬（31歲）謀殺。[10][11][12][13]
- 1987年1月23日，商人莊啟明（47歲）在美孚新邨停車場被活活打死，警方事後拘捕了黃桂芬家族手下楊培鈺，懷疑他買兇殺人。[14]
- 1987年11月23日，百老匯街95C號保齡球場發生劫殺案，「AMF保齡球場」夜班經理阮慶昌（57歲）遭劫殺，夾萬內3萬多元現金被掠去。[15]
- 1989年8月19日，美孚新邨百老匯街30號15樓一單位揭發肢解女屍案，一名日籍商人勒死歡場女子，殺人後用鋸及刀將死者肢解，並將碎屍包好，打算拋棄，但經詳細考慮後決定向警方自首。[16][17][18]
- 1990年4月8日，美孚發生警匪槍戰，25歲警員岑凱傑及一名匪徒死亡，死因庭於1991年6月裁定死於他殺。[19][20][21]
- 1997年11月15日，一名水電工程工人在美孚新邨一間上海食店樓上的員工宿舍維修雪櫃時喝下有冰毒的蘋果汁身亡，一年後調查仍毫無進展，案件成為懸案。[22]
- 1997年4月8日，美孚新邨發生由吸煙造成的三級火警，死者包括已故作家黃霑的母親李惠卿（80歲）及當時15歲的侄兒。當時位於第2期3座6樓一名女住客黎月和在寓所床上吸煙燃著被鋪，並波及租賃他人作貨倉的房間，大火燒著儲存的塑膠及發泡膠物品，發生猛烈燃燒和產生大量濃煙。由於大廈內的防煙門大部分打開，未能發揮阻隔濃煙及火舌的作用，濃煙迅即籠罩全幢大廈。消防員事後在大廈梯間救出多名被濃煙焗至昏迷的男女，包括多名外籍女傭，釀成9死36傷慘劇[23][24][25][26]。
- 2001年1月2日，美孚新邨發生倫常滅門慘案，一名不肖子求財不遂而滅口，一家五口只留下一個活口。[27][28]此案亦是踏入21世紀及3千紀後，香港發生的首宗命案。
- 2014年4月4日，美孚新邨第6期恆柏街2號5樓發生命案，一名67歲婦人懷疑遭女婿用滲有天拿水的毛巾掩口鼻焗暈，送院留醫五日後終告不治。
- 2016年2月3日，美孚新邨第4期一個高層單位發生懷疑氣體煮食爐石油氣喉漏氣爆炸事件，廚房玻璃窗爆裂，碎片散落街上[29]，單位內51歲女事主身體多處被火灼傷，送院情況嚴重。[30]
- 2016年8月23日早上7時許，美孚新邨第5期地下垃圾房發生火警，濃煙在「煙囪效應」下，經垃圾槽蔓延至各樓層。不過由於部分樓層的垃圾房門及防煙門並未關上，結果使大量濃煙湧入後樓梯及走廊，兩名長者逃生時吸入濃煙不適，送院後情况危殆。[31]
- 2020年2月1日及2日，在翠雅山房用作隔離營風波期間，防暴警員多次闖入美孚新邨屋苑範圍截查街坊，並舉起藍旗。區議會副主席伍月蘭因查詢為何將居民按在地上而被警方帶走。有居民被噴胡椒噴劑不適。[32]

- 2023年5月14日晚上10時許，警方接獲一名33歲女子報案，指與其59歲劉姓母親失去聯絡一段時間。救援人員趕至美孚新邨八期120號一單位，發現女事主與86歲的父親雙雙倒斃在單位內。據悉，兩人生前均有長期病患，其中女事主已接受截肢手術，須坐輪椅代步，不排除兩人病發失救致死。社會福利署表示高度關注事件。[33]
- 2023年6月3日早上11時01分，警方接獲3座6樓一住戶報案，指其單位走廊外有一名男子手持兩把菜刀徘徊，其後失去蹤影。之後警方派出多輛警車，反恐特勤隊和持槍警員在現場搜捕，並封鎖現場調查。及後警方在大廈地面合力制服一名涉案24歲男子，以涉嫌「在公眾地方管有攻擊性武器（《公安條例》第33條）」將他拘捕，並在家中檢獲兩把菜刀及一套睡衣，有關男子大約2年前患上思覺失調，未知是否仿效此案，事件中無人受傷。[34][35]

## 圖庫

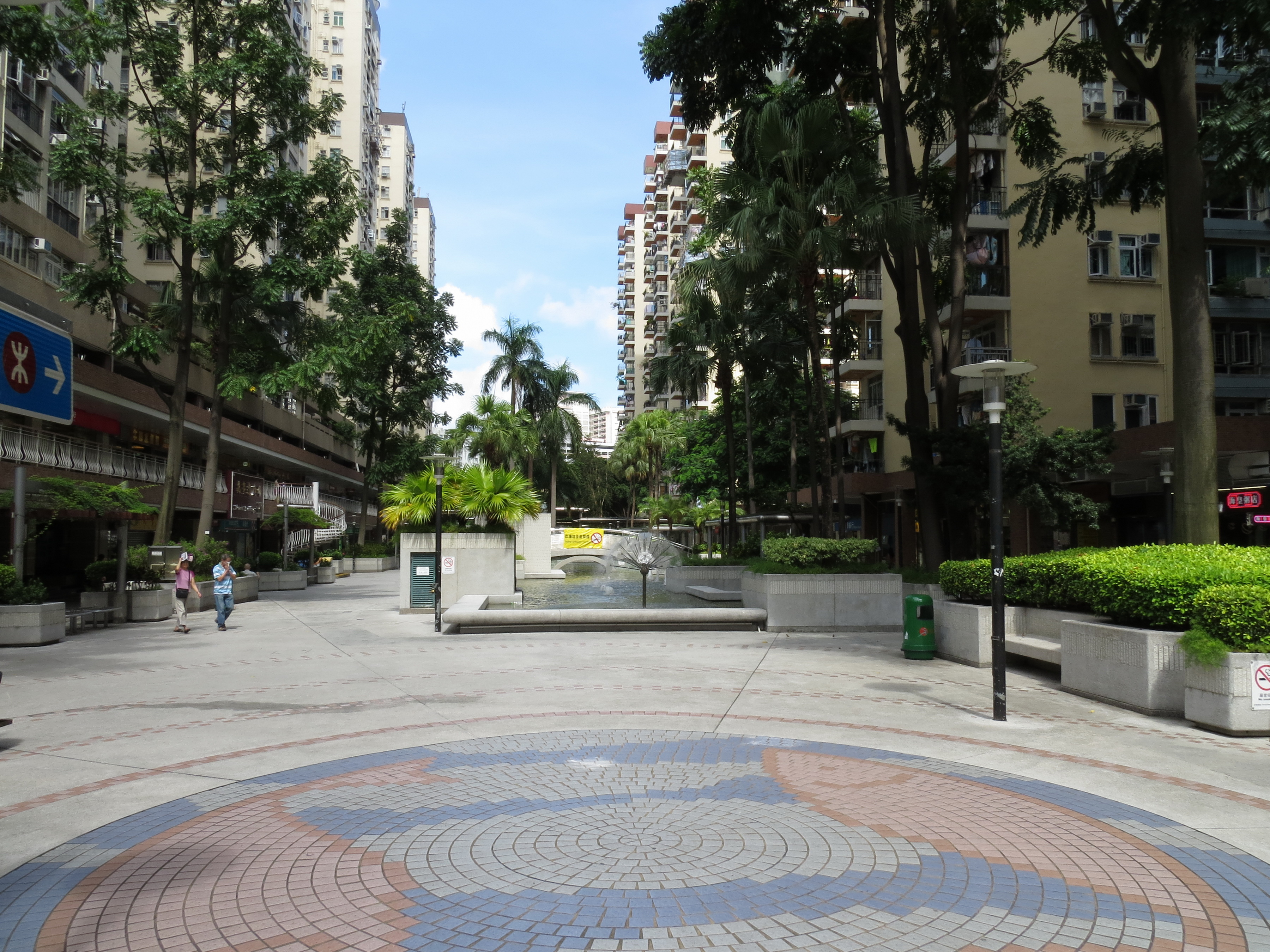
從美孚站B出口向西望： 左方萬事達廣場（第七期），右方是第五及六期
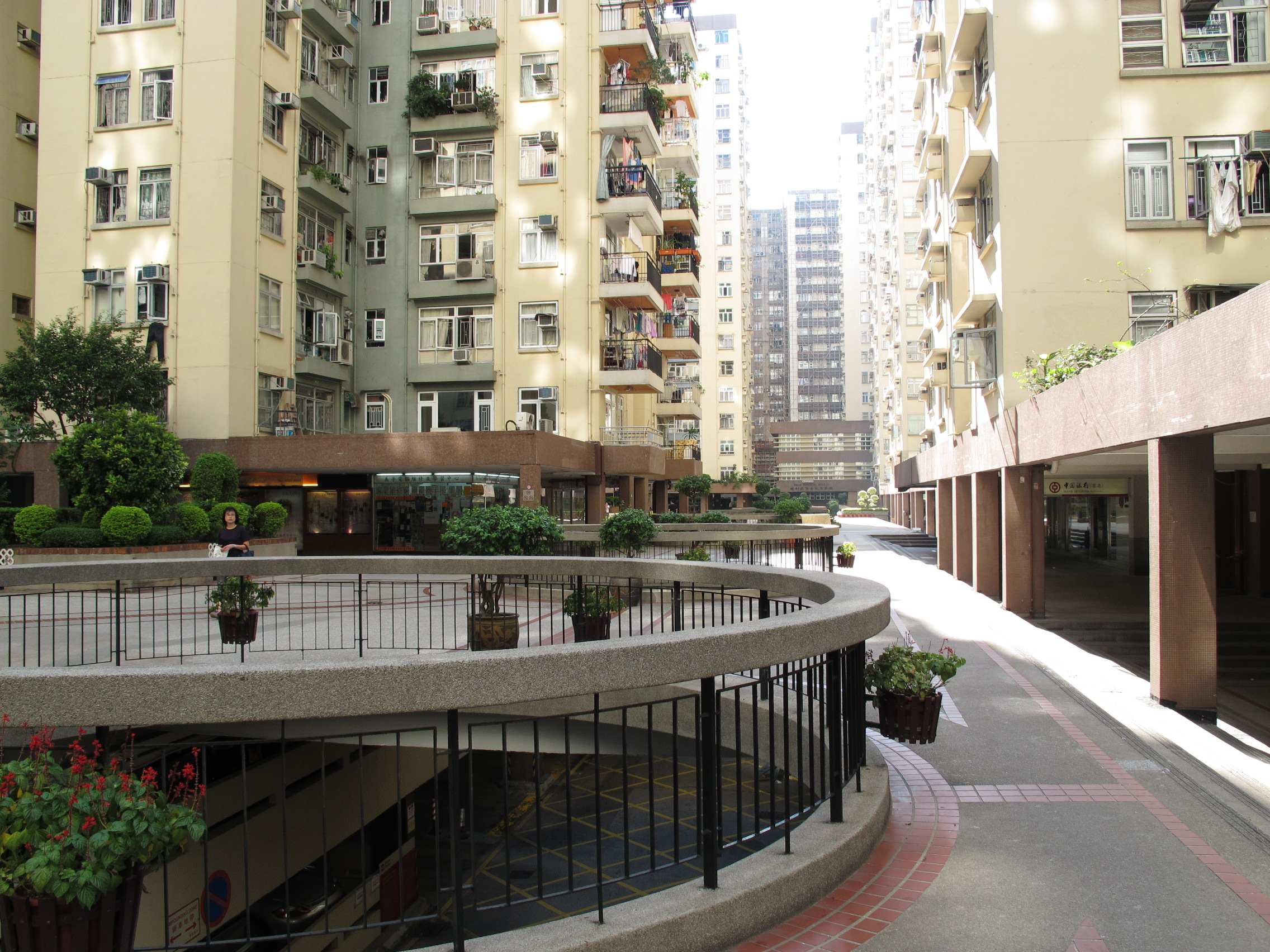
美孚新邨多座以平台連接
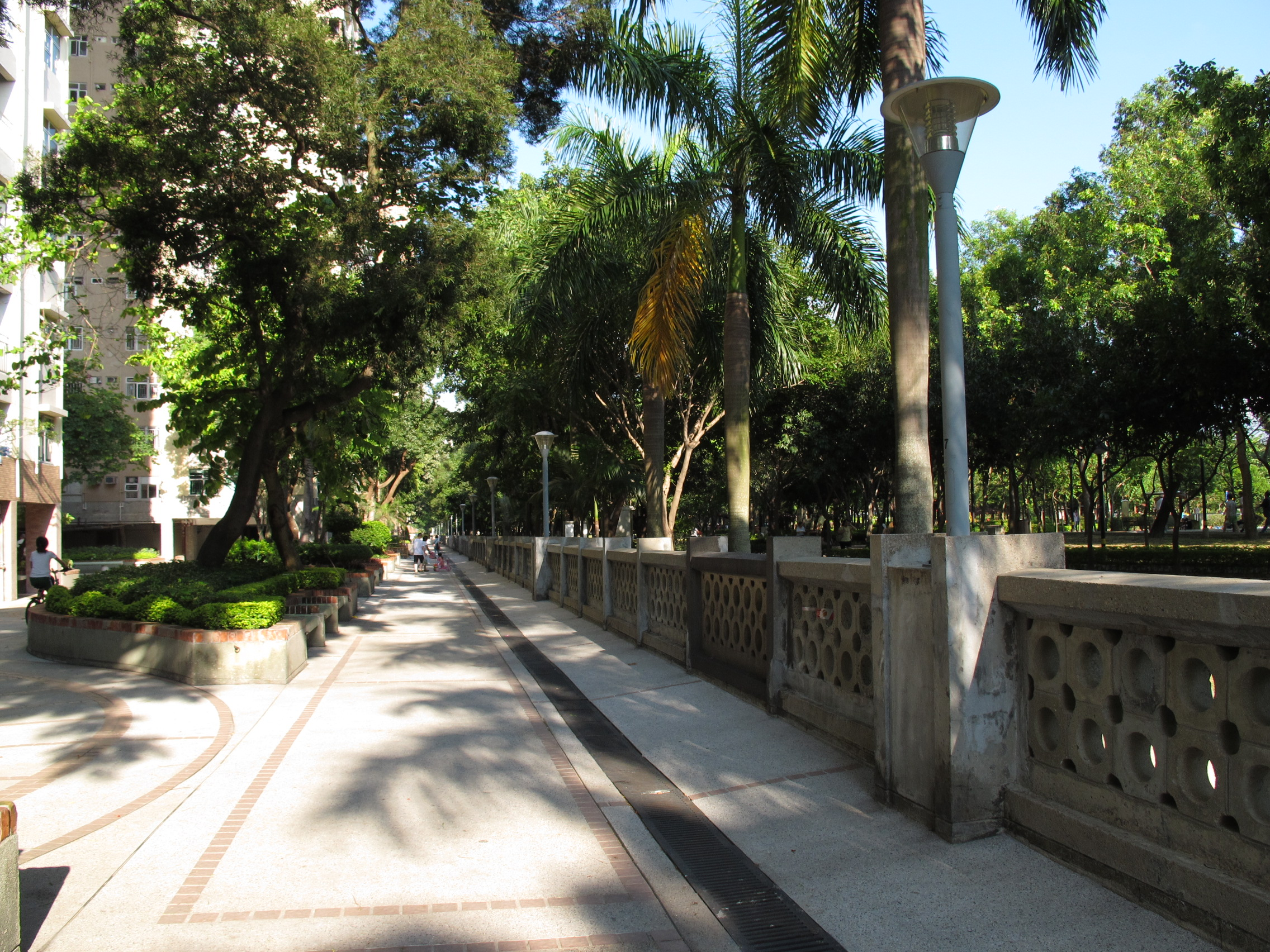
美孚新邨海旁的石欄杆一直保留至今
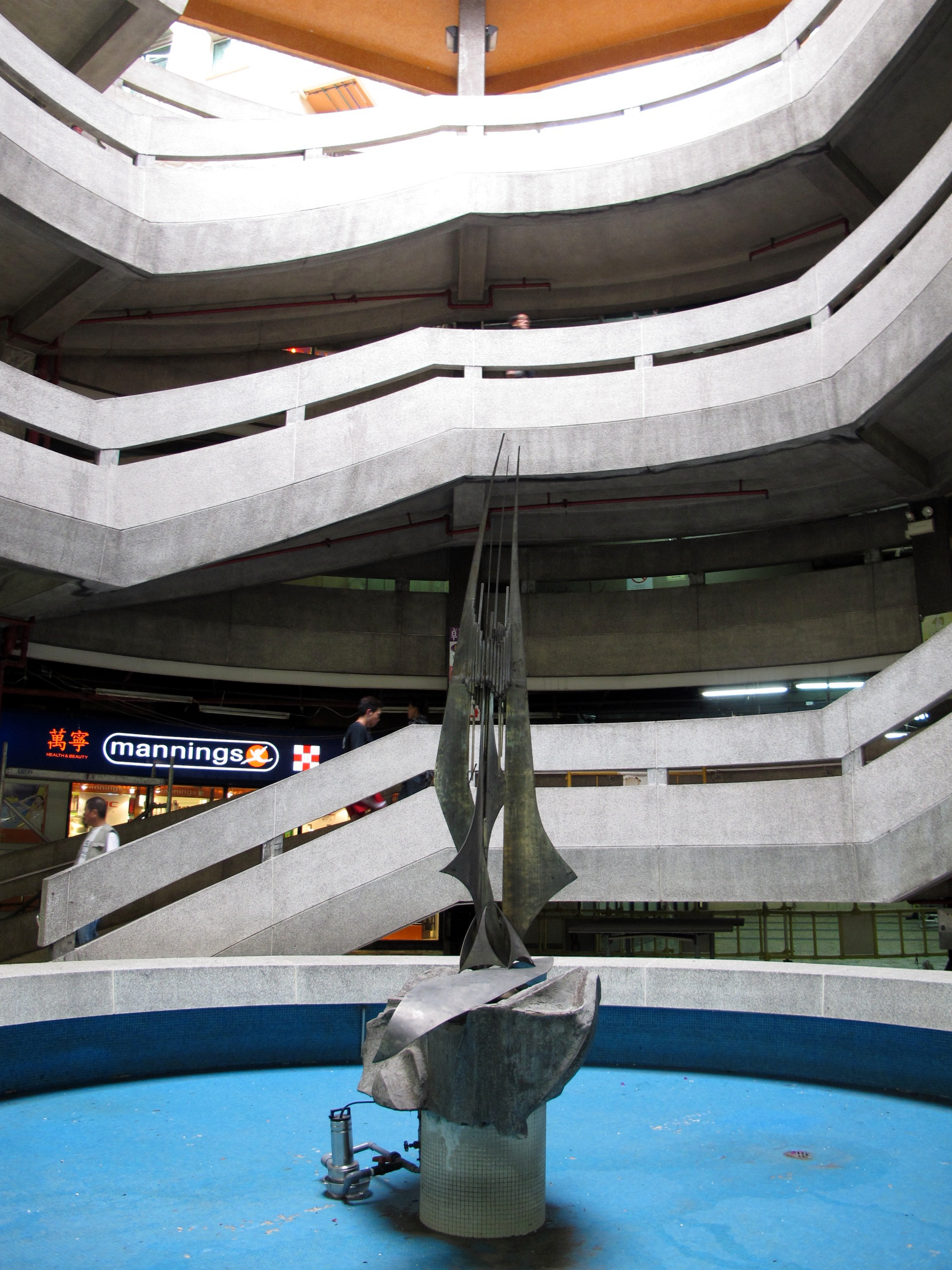
美孚廣場中庭（2013年）
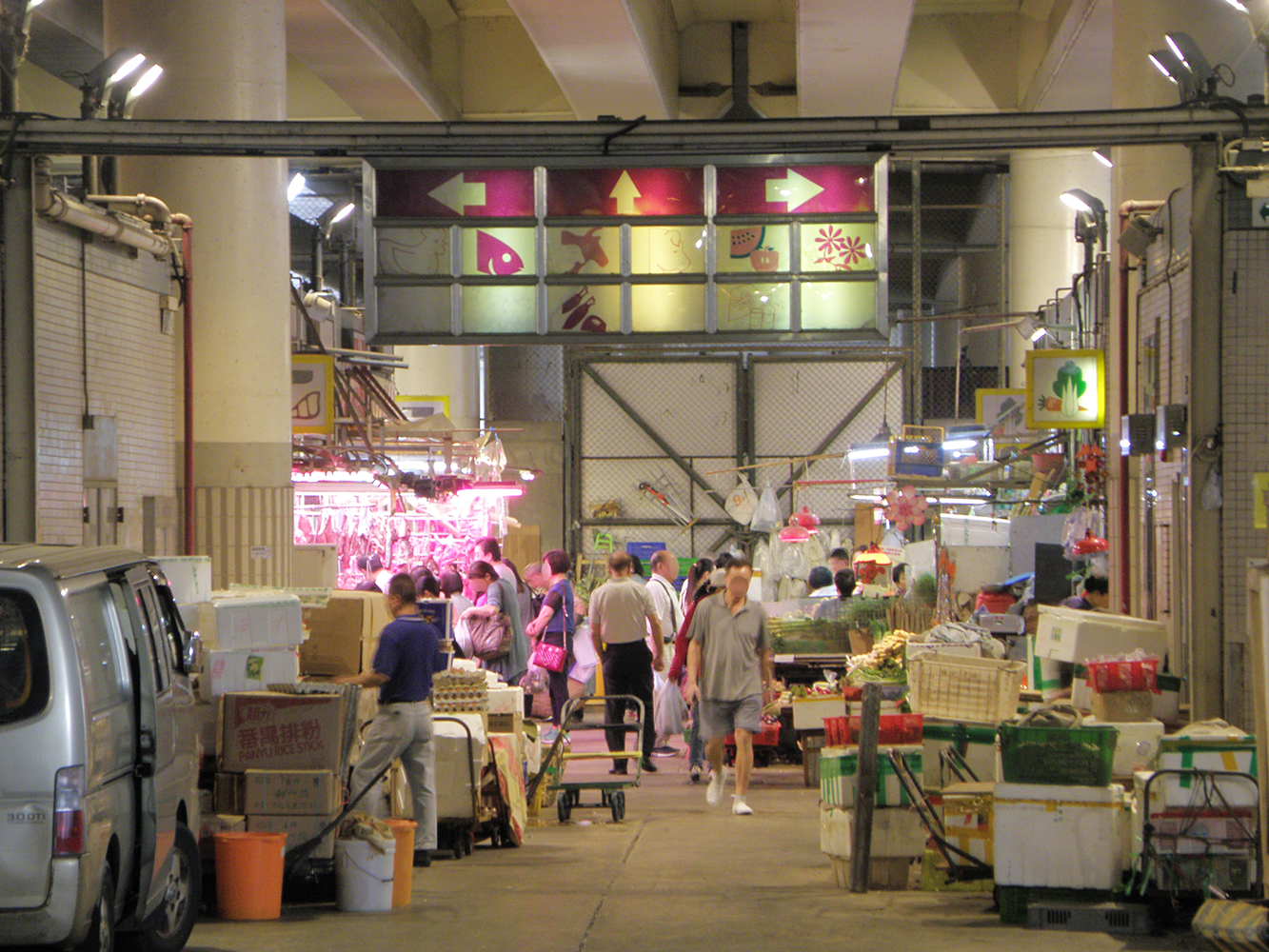
美孚新邨街市
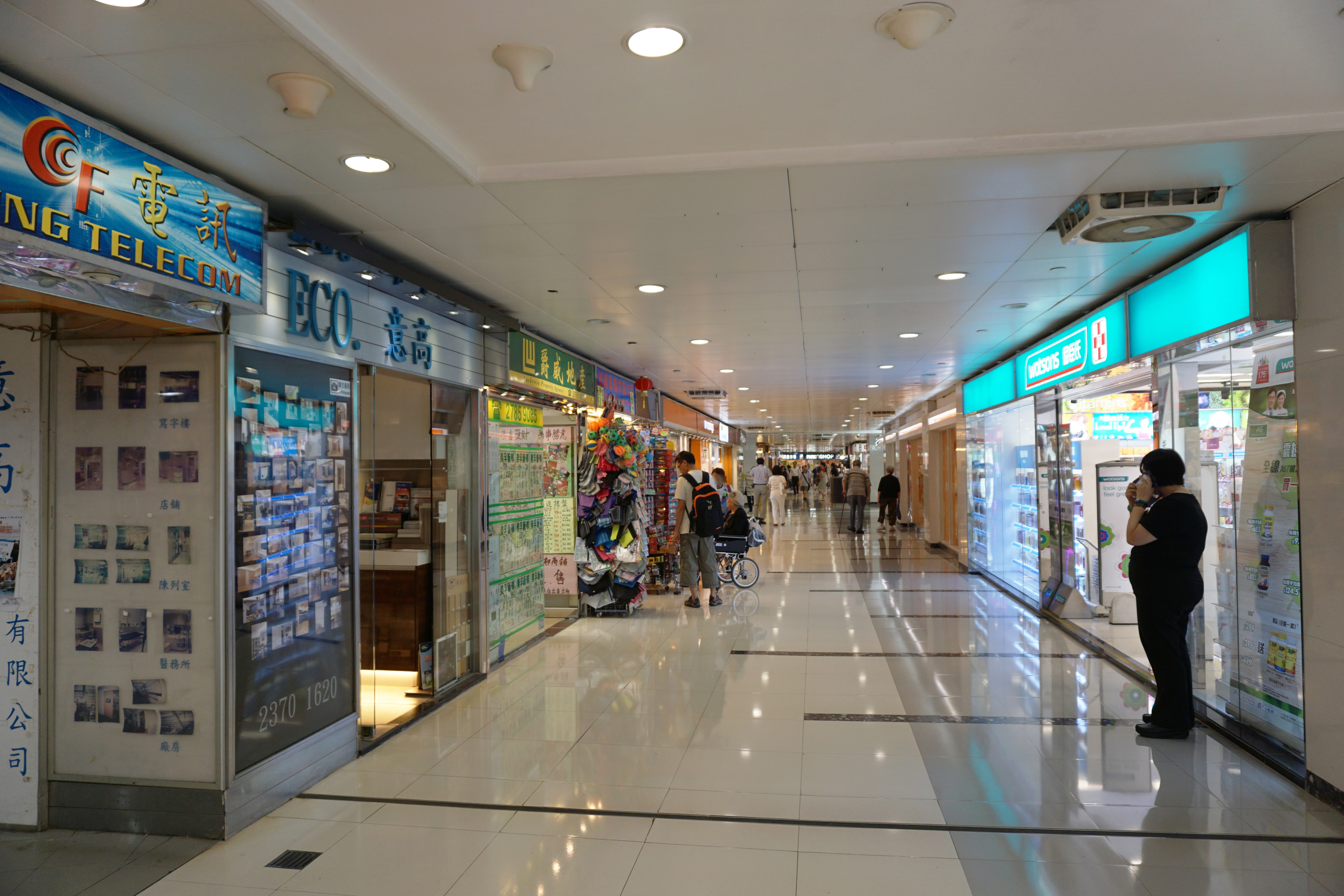
萬事達廣場（2016年）
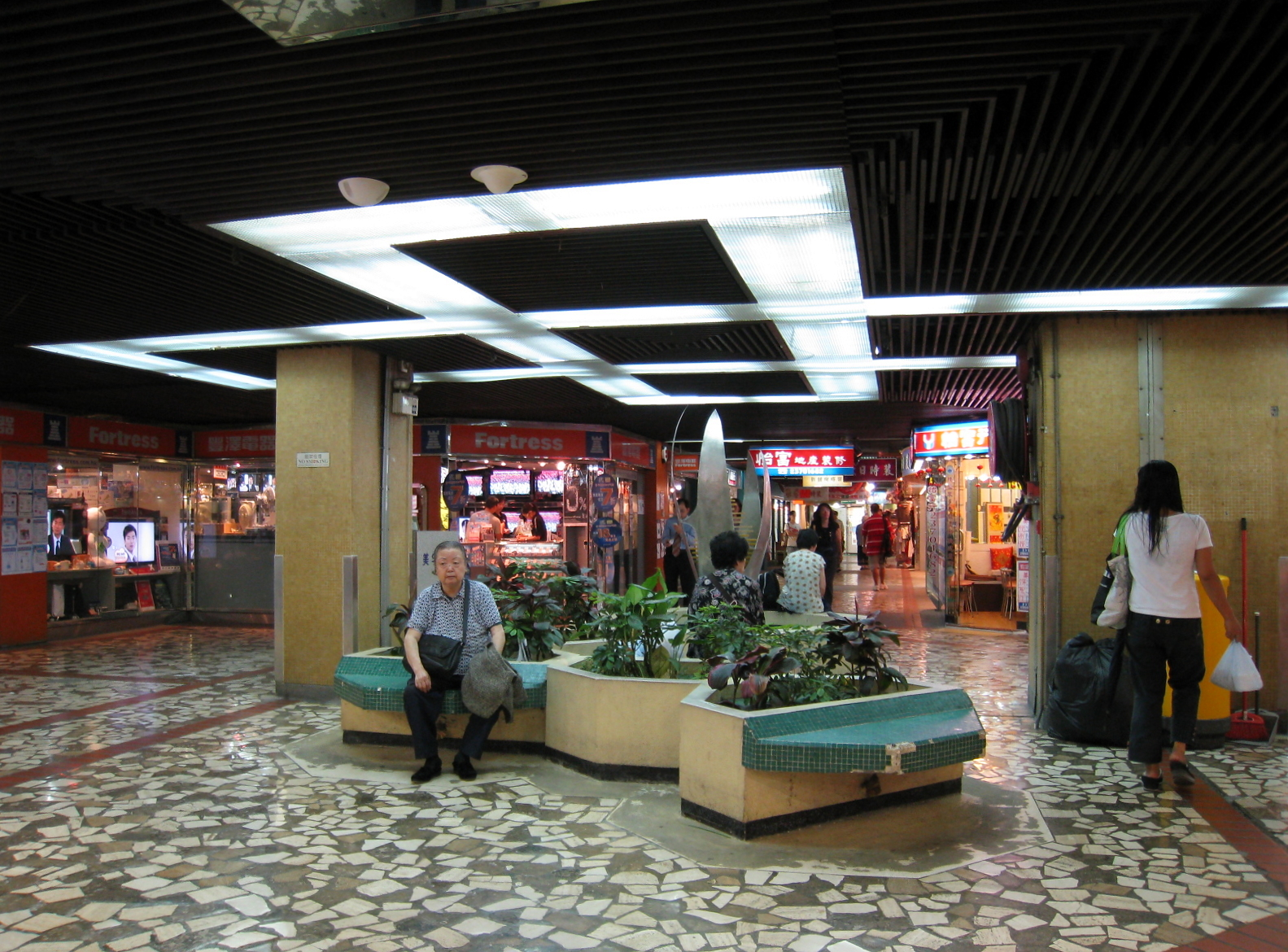
翻新前的萬事達廣場 （2008年）
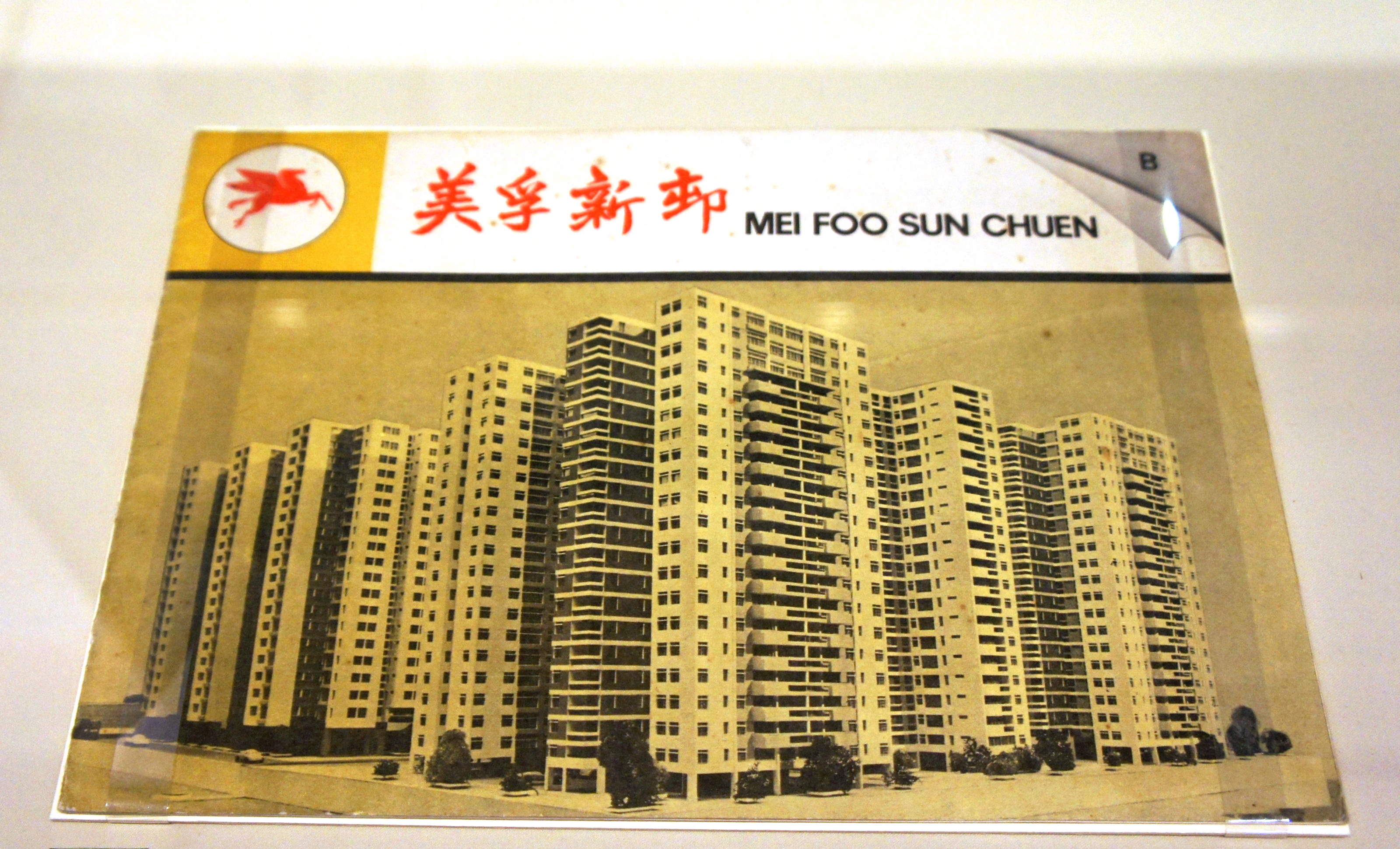
1978年美孚新邨的售樓說明書 （香港歷史博物館藏品）

## 途經之公共交通服務

### 主要交通幹道
美孚新邨位處九龍區的西端盡頭，是連接九龍區和新界葵涌的交通幹道和多線前往新界西的巴士交匯處，上下班繁忙時間交通繁忙，車流量相當高，道路往往被擠得水泄不通。屋苑範圍附近主要幹道包括：
- 葵涌道
- 青沙公路
- 荔枝角道
- 長沙灣道

## 區議會議席分布
| 年度/範圍                                                                                 | 2000-2003 | 2004-2007  | 2008-2011  | 2012-2015  | 2016-2019  | 2020-2023  | 2024-2027    |
| ----------------------------------------------------------------------------------------- | --------- | ---------- | ---------- | ---------- | ---------- | ---------- | ------------ |
| 第一期                                                                                    | 荔灣選區  | 美孚中選區 | 美孚中選區 | 美孚中選區 | 美孚中選區 | 美孚中選區 | 深水埗西選區 |
| 第二期 （吉利徑1-3、5-7、9-11、15-17、19-21及2-4號、百老匯街33-35及37-39號）              | 荔灣選區  | 美孚中選區 | 美孚中選區 | 美孚中選區 | 美孚中選區 | 美孚中選區 | 深水埗西選區 |
| 第三期 （吉利徑6-8號、百老匯街41-43、45-47、49-51、53-55、57-59、61-63及65-67號）         | 荔灣選區  | 美孚中選區 | 美孚中選區 | 美孚中選區 | 美孚中選區 | 美孚中選區 | 深水埗西選區 |
| 第二期 （百老匯街26-28號、30-32、34-36、40-42號、44-46及48-50號）                         | 美孚選區  | 美孚南選區 | 美孚南選區 | 美孚南選區 | 美孚南選區 | 美孚南選區 | 深水埗西選區 |
| 第三期 （百老匯街52-54、56-58、60-62、64-66、68-70、72-74、76-78、80-82、84-86及88-90號） | 美孚選區  | 美孚南選區 | 美孚南選區 | 美孚南選區 | 美孚南選區 | 美孚南選區 | 深水埗西選區 |
| 第四期及第八期                                                                            | 美孚選區  | 美孚南選區 | 美孚南選區 | 美孚南選區 | 美孚南選區 | 美孚南選區 | 深水埗西選區 |
| 第五期、第六期及第七期                                                                    | 清荔選區  | 美孚北選區 | 美孚北選區 | 美孚北選區 | 美孚北選區 | 美孚北選區 | 深水埗西選區 |

## 屋苑名人
- 徐復觀：新儒家學者之一，1970年代曾居於百老匯街57座17樓D室[44]
- 何秉舜：香港藝人何韻詩胞兄，青山大樂隊成員。
- 麥嘉：香港演員、導演和編劇，擅長拍攝喜劇，其光頭形象深入民心，有「光頭佬」、「光頭神探」之稱，曾擁有馬匹雷霆。其電影指定由配音員金貴負責。
- 林利：香港藝人，前香港無綫電視基本藝人合約兼邵氏兄弟藝員。他是繼胡渭康後再次重返無綫電視的藝人及小虎隊成員。
- 盧海鵬：香港藝人，人稱「鵬哥」，香港著名電視劇、電影演員。曾為無綫電視及亞洲電視男藝員。盧年輕時為中國歌舞團團長，現時多數參與電影演出。
- 布偉傑：香港藝人，美國籍香港演員，前無綫電視基本藝人合約藝人。現為思科認證網絡工程師。
- 葉振棠：香港藝人，澳門出生的香港知名歌手，1980年代演唱多首劇集歌曲而廣為人知。
- 鄭啟泰：已故香港藝人，香港節目主持人、唱片騎師及演員，為新城電台唱片騎師、無綫電視基本藝人合約兼邵氏兄弟藝員。
- 馬笑英：是南洋著名粵劇花旦及香港電影演員
- 李卓人：前香港立法會議員（新界西），前工黨副主席[45]
- 朱順雅：前屯門區議員，前民主黨成員
- 吳文遠：社民連主席，居於三期百老匯街
- 楊岳橋：前香港立法會議員（新界東），前公民黨黨魁
- 郭鋒、歐陽佩珊夫婦：麗的及無綫電視藝員，1970至80年代居於第六期恒柏道第2座
- 張衛健：藝員，歌手，1970年代起至1990年代居於第七期，學生時代喜在邨內平台踢球為樂
- 林漪娸： 藝員，1986年重返無綫電視至今。曾參演處境喜劇包括《我愛玫瑰園》、《開心華之里》、《真情》、《皆大歡喜（古裝版）》、《皆大歡喜（時裝版）》、《誰家灶頭無煙火》、《愛·回家系列》因參演多部處境喜劇而被人稱之為「處境劇女王」。
- 梁祐嘉：香港歌手，她爸爸是梁平，在美孚新邨有劏房，涉嫌在2014年種票「一屋七姓十三票」。
- 關心妍：香港歌手

## 鄰近
- 荔枝角公園
- 荔枝角公園體育館
- 荔枝角公共圖書館
- 美孚保齡天地（早已易名奇樂繽紛保齡，2011年12月31日以「內部裝修，暫停營業」為名，撤出美孚新邨第四期，並於2012年6月30日起於灣景花園地下重新營業）